# زنان و برابری‌خواهی
برابری‌خواهیِ زنان به برابری‌خواهیِ جنسی و اجتماعی و احترام به حقوقِ زنان اشاره دارد. بخشی از حقوقِ زنان دربرگیرندهٔ این موارد می‌شود:
تمامیتِ بدنی و خودمختاری، حقِ رأی، حقِ کار، حقِ دستمزدِ برابر به‌خاطرِ کارِ برابر، حقِ مالکیت، حقِ تحصیل، حقِ شرکت در ارتش، حقِ مشارکت در قراردادهای قانونی و در نهایت؛ حقِ سرپرستیِ فرزندان، حقِ ازدواجِ آزادانه و آزادیِ مذهبی.

## حقوقِ زنان
حقوق زنان اصطلاحی‌ست که اشاره به آزادی و حقوق زنان در تمامی سنین دارد. ممکن است این حقوق توسط قانون یا رسوم سنتی یا اخلاقی در یک جامعه به رسمیت شناخته‌شوند یا نشوند. دلیل گروه‌بندی خاص این حقوق تحت عنوان زنان و جدا کردن آن از حقوق عام‌تری مثل حقوق بشر این است که بنا بر تئوری، این حقوق در بدو زاده شدن برای تمام بشر به رسمیت شناخته می‌شوند اما مدفعان حقوق زنان نشان می‌دهند که به دلایل تاریخی و فرهنگی زنان و دختران بیشتر از مردان و پسران از شمول این حقوق خارج می‌شوند.